# Seznam maroških atletov
Seznam maroških atletov.

## A
- Rhadi Ben Abdesselam
- Saïd Aouita

## B
- Rachid El Basir
- Hasna Benhassi
- Nezha Bidouane
- Brahim Boulami
- Khalid Boulami
- Brahim Boutayeb

## E
- Ali Ezzine

## G
- Jaouad Gharib
- Hicham El Guerrouj

## H
- Salah Hissou

## I
- Abdalaati Iguider

## K
- Adil Kaouch
- Khalid Khannouchi

## L
- Brahim Lahlafi
- Benyounés Lahlou

## M
- Nawal El Moutawakel

## S
- Khalid Skah